# Amenity
Amenity is het eerste album (feitelijk een demo) van de Nederlandse symfonische metalband Delain.
Op deze plaat is de samenstelling van de bandleden - met uitzondering van oprichter Martijn Westerholt - geheel anders dan op het uiteindelijke debuutalbum Lucidity uit 2006.

## Tracklist
1. Maniken – 05:29 (Daylight Lucidity)
2. Predestined Lives – 03:38 (Frozen)
3. Amenity – 05:13 (Silhouette of a Dancer)
4. Forest – 05:01

## Personeel

### Bezetting
- Anne Invernizzi - zang
- Martijn Westerholt - keyboard
- Roy van Enkhuyzen - gitaar
- Frank van der Meijden - gitaar
- Martijn Willemsen - basgitaar
- Tim Kuper - drums

### Gastmuzikanten
- George Oosthoek (ex-Orphanage) - grunts op "Amenity" en "Forest"

### Crew
- Wencke Vinks - ontwerp
- Ernst Wijnants - mastering
- Karianne Hylkema - fotografie
- Hans Invernizzi - opname en mixing